# Cecilia Blancová
Cecilia Blanco-García (* 23. února 1979 Madrid, Španělsko) je bývalá reprezentantka Španělska v judu.

## Sportovní kariéra
S judem začínala v 5 letech v Madridu. Sportu se věnovala i její mladší sestra Teresa, která se však mezinárodně neprosadila.
Většinu své sportovní kariéry sváděla tvrdé nominační souboje s Leire Iglesiasovou. Byl to jeden z důvodů proč měla tak raketový nástup mezi seniorkami potom, co místo reprezentační jedničky uvolnila Úrsula Martínová. V roce 2004 se Iglesiasová věnovala studijním povinnostem a kvalifikaci na olympijské hry v Athénách si bez větších potíží pohlídala. Patřila ke světové špičce, ale měla soupeřky, na které recept nenacházela. Patřila mezi ně především Nizozemka Edith Bosch. V Athénách po prohře sní obsadila nakonec 7. místo.
Od roku 2005 si opět nemohla být jistá nominací na vrcholnou akci. V roce 2008 potom rivalita s Iglesiasovou vyústil v nezáviděníhodný úkol pro trenéry určit tu, která pojede na olympijské hry v Pekingu. Výsledný verdikt pro ní skončil negativně, ale na druhou stranu byl motivací ve sportovní kariéře pokračovat.
V roce 2012 se o nominaci strachovat nemusela, ale samotná účast na olympijských hrách v Londýně pro ní skončila ve druhém kole. Vzápětí ukončila sportovní kariéru.

## Výsledky
| Turnaj             | 1997         | 1998         | 1999         | 2000         | 2001         | 2002         | 2003         | 2004         | 2005         | 2006         | 2007         | 2008         | 2009         | 2010         | 2011         | 2012         |
| Turnaj             | 18           | 19           | 20           | 21           | 22           | 23           | 24           | 25           | 26           | 27           | 28           | 29           | 30           | 31           | 32           | 33           |
| Turnaj             | střední váha | střední váha | střední váha | střední váha | střední váha | střední váha | střední váha | střední váha | střední váha | střední váha | střední váha | střední váha | střední váha | střední váha | střední váha | střední váha |
| ------------------ | ------------ | ------------ | ------------ | ------------ | ------------ | ------------ | ------------ | ------------ | ------------ | ------------ | ------------ | ------------ | ------------ | ------------ | ------------ | ------------ |
| Olympijské hry     |              |              |              | —            |              |              |              | 7.           |              |              |              | —            |              |              |              | úč.          |
| Mistrovství světa  | —            |              | —            |              | 5.           |              | 7.           |              | úč.          |              | —            |              | úč.          | 5.           | úč.          |              |
| Mistrovství Evropy | —            | —            | —            | —            | 2.           | úč.          | úč.          | 2.           | —            | 5.           | 7.           | —            | 5.           | 3.           | 2.           | úč.          |
| MS juniorů         |              | 7.           |              |              |              |              |              |              |              |              |              |              |              |              |              |              |
| ME juniorů         | 7.           | —            |              |              |              |              |              |              |              |              |              |              |              |              |              |              |